# Come solo tu sei
Come solo tu sei (How To Be) è un film del 2008 diretto da Oliver Irving.
Pellicola di produzione indipendente con protagonista Robert Pattinson.

## Trama
Dopo essere stato lasciato dalla sua ragazza, Art ritorna a vivere dai suoi genitori. In questo momento di crisi, il ragazzo è molto infelice, anche perché come musicista si sente un fallito, dato che le sue ballate non sono percepite come lui vorrebbe dal pubblico. Si iscrive come volontario in un centro per persone affette da handicap dove esegue le sue canzoni, ma viene praticamente invitato ad abbandonare il suo ruolo a causa del suo malessere interiore che non fa altro che peggiorare. Si sfoga di questo suo stato d'animo con due suoi amici, Ronny e Nikky, che lo invitano ad unirsi a loro per formare un gruppo musicale e sfogare così il suo carattere. Art si sente fuori luogo soprattutto perché crede che il suo essere sempre così depresso è dovuto al fatto che i suoi genitori non gli hanno mai dimostrato affetto e complicità.
Dopo aver letto un libro sull'autostima, decide di spendere la somma di denaro che ha ricevuto in eredità dallo zio per assumere l'eccentrico guru del comportamento, il dottor Ellington, autore del libro.
Lo strano individuo decide che se Art vuole aiuto, dovrà interagire sempre con lui e questo significa ospitarlo nella sua casa e seguirlo costantemente nella sua vita. Dopo vari interventi da parte del dottor Ellington e uno scontro verbale con i genitori, Art capisce che l'unica maniera per guarire da questo stato d'animo è essere se stessi e si mette alla prova suonando dal vivo in un pub con i suoi amici, azione che lo rende consapevole del fatto che ognuno è ciò che si sente e che non bisogna cercare di cambiare ad ogni costo.

## Produzione

### Cast
- Robert Pattinson è Arthur "Art" Freeman; ragazzo con vari problemi di relazione con il prossimo. Per la sua inclinazione alla depressione viene lasciato dalla fidanzata. Cerca supporto in un centro per disabili dal quale viene allontanato a causa del suo comportamento. Ingaggia il Dr. Ellington convinto che il suo intervento possa guarirlo e possa farlo diventare una persona più serena e sicura di sé;
- Rebecca Pidgeon è la signora Freeman, la madre di Art, sempre occupata a lavorare, considera il figlio una causa persa e non vede di buon occhio l'arrivo del dottore. Alla fine si ricrede e decide di manifestargli il suo affetto con moderazione;
- Jeremy Hardy è Jeremy, il responsabile del centro per disabili che decide di far capire ad Art che il suo volersi integrare a tutti i costi, non lo aiuterà a guarire dai suoi malesseri;
- Powell Jones è il dottor Levi Ellington, eminente guru canadese che decide di convivere con Art e la sua famiglia per aiutarlo. Compare in ogni situazione in cui Art è coinvolto e quando lo sente sbagliare, interviene sul momento con le sue analisi. Riuscirà a far sfogare anche i genitori di Art, dato che una sera tutti e tre divideranno una bottiglia di liquore;
- Mike Pearce è Nikki, eccentrico ragazzo londinese che costringe Art ad uscire di casa e a farlo diventare come lui;
- Johnny White è Ronny, amico affetto da leggera agorafobia che passa tutte le sue giornate a casa a comporre musica elettronica. Nasconde questa sua malattia dicendo che non esce perché non ne ha voglia ma Art e Nikki una sera lo costringono fuori di casa e lo portano a bere, riuscendo a guarire un poco questo suo disagio;
- Michael Irving è il signor Freeman, il padre di Art; anche lui sempre occupato col lavoro non manifesta alcun interesse per il figlio, fino allo sfogo con il dottore in cui capisce che il suo comportamento è il retaggio di un'umiliazione subita da suo padre quando era un bambino;
- Alisa Arnah è Jessica, la ragazza di Art; decide di lasciarlo prima che contagi anche lei con i suoi continui malumori e la sua depressione.

### Titoli di coda
Al termine del film, nei titoli di coda appare la scritta «In memory of Powell Jones», l'attore che interpreta il dottor Ellington, scomparso nel 2007, a cui la pellicola è dedicata.

## Colonna sonora
Il 28 aprile del 2009 sarà disponibile sul mercato inglese, la colonna sonora del film. Pattinson interpreta tre pezzi inclusi nell'album: Chokin' on the Dust Part. 1, Chokin' on the Dust Part. 2 e Doin' Fine. La colonna sonora è stata composta dal musicista Joe Hastings con la collaborazione di Johnny White, attore-musicista che interpreta Ronny nel film. Nell'album sono inclusi brani del gruppo vocale degli anni settanta The Roches e del musicista Captain Beefheart.

Di seguito la track-list dei brani contenuti:
1. Opening Credits — Joe Hastings (Joe Hastings)
2. Chokin' on the Dust Part 1 — Robert Pattinson (Joe Hastings - Oliver Irving)
3. It's not your fault — Joe Hastings (Joe Hastings)
4. Hell Awaits — The Rollercoaster Project
5. You don't actually have things all that bad — How To Be (dialogo e musica)
6. Old Man — Love
7. Chokin' on the Dust Part 2 — Robert Pattinson (Joe Hastings - Oliver Irving)
8. Sometimes we all need a little help — Joe Hastings (Joe Hastings)
9. Dr Ellington Arrives — Joe Hastings (Joe Hastings)
10. Visualize a time — Joe Hastings (Joe Hastings)
11. Jam Session — How To Be (dialogo e musica)
12. 1996 — The Rollercoaster Project
13. Nikki's Song — Mike Pearce
14. Puzzle — Joe Hastings  (Joe Hastings)
15. Cemetery — Joe Hastings (Joe Hastings)
16. Off Licence — Joe Hastings (Joe Hastings)
17. Process 1 — The Rollercoaster Project
18. Clear Spot — Captain Beefheart
19. Hammond Song — The Roches
20. Final Call — Joe Hastings (Joe Hastings)
21. You're not a nobody — How To Be (dialogo e musica)
22. Doin' Fine — Robert Pattinson (Joe Hastings - Oliver Irving)
23. End Credits — Joe Hastings (Joe Hastings)

## Distribuzione
Come solo tu sei è un film indipendente di un regista esordiente e per questo motivo non ha trovato subito la distribuzione mondiale, soprattutto italiana. Dato il successo ottenuto nelle sale di Robert Pattinson in Twilight, il 30 dicembre 2008 la How To Be Films ha annunciato di aver venduto i diritti per la distribuzione italiana che doveva avvenire nel corso del 2009.Per l'Italia di diritti sono stati acquisiti dalla Stemo Production che li ha acquisiti nel 2009. Il film è uscito in DVD in Gran Bretagna il 4 maggio 2009 e negli Stati Uniti e in Germania il 30 settembre del 2009. Il film è stato distribuito in Italia in DVD dal 20 luglio 2011.

### Festival
La pellicola ha partecipato a diversi Festival internazionali del cinema:
- Austin Film Festival - Official Selection
- Strasbourg International Film Festival
- Gotham Screen - New York Intl. Film Festival
- Slamdance 2008 - Menzione d'onore della giuria
- Rhode Island International Film Festival - Official Selection
- Calgary International Film Festival - Official Selection
- New Orleans Film Festival - Official Selection
- Indie 2008 Brasil Mostra del Cinema Mondiale - Official Selection

## Riconoscimenti
- Per questo ruolo, Pattinson vince il premio come miglior attore protagonista[5] al Festival Internazionale del Cinema di Strasburgo.
- Il film vince l'Audience Choice Award come miglior come Best Narrative Feature al New Orleans Film Festival.[6]
- Il film vince il premio speciale della giuria allo Slamdance Film Festival del 2008[7].
- Golden Lion Award al George Lindsey UNA Film Festival come miglior lungometraggio[7].